# Sân bay Fukui
Sân bay Fukui (Phúc Tỉnh không cảng) (ICAO: RJNF) là một sân bay dân dụng nằm cách ga Fukui, Fukui, Nhật Bản 93 km về phía bắc.

## Tổng quan
Một tờ báo của Anh đăng ngày 18/6/2009, với mục tên sân bay buồn cười nhất thế giới thì sân bay Fukui đứng hạng nhất với ý khiếm nhã.